# Darrere la façana
Darrere la façana (títol original: Derrière la façade) és una pel·lícula dramàtica francesa de 1939 dirigida per Yves Mirande amb la col·laboració de Georges Lacombe, i és protagonitzada per Lucien Baroux, Jules Berry i André Lefaur. Els decorats de la pel·lícula van ser dissenyats pel director d'art Lucien Aguetand. Va ser rodada als Estudis Epinay de París. Està doblada al català.

## Argument
Quan el propietari d'un bloc d'apartaments és trobat assassinat, dos policies investiguen la vida dels diferents llogaters que hi viuen.

## Repartiment
- Lucien Baroux com comisari Boucheron
- Jules Berry com Alfrédo D'Avila
- André Lefaur com Corbeau
- Gaby Morlay com Gaby
- Elvire Popesco com Madame Rameau
- Michel Simon com Picking
- Betty Stockfeld com l'anglesa
- Erich von Stroheim com Eric
- Simone Berriau com Lydia